# Titus Quinti Capitolí Barbat
|  | Per a altres significats, vegeu «Tit Quinti Capitolí Barbat». |

Titus Quinti Capitolí Barbat (en llatí: Titus Quinctius Capitolinus Barbatus) va ser un magistrat romà. Formava part de la gens Quíntia, i era de la família dels Capitolí. Segurament era germà de Cincinnat, i pare de Titus Quinti Capitolí Barbat.
Va ser elegit cònsol l'any 471 aC junt amb Api Claudi Sabí, i es va oposar al seu col·lega durant les disputes per la lex Publilia de plebiscitis cosa que li va valer el suport dels plebeus. Va fer la guerra contra els eques a les partides dels quals va derrotar i va assolar el seu territori fent molt de botí que va distribuir entre els seus soldats.
Va obtenir el consolat per segona vegada el 468 aC juntament amb Quint Servili Prisc Estructe, i altre cop va fer la guerra als volscs i als eques. Per la seva presència d'ànim va salvar el campament romà quan va ser atacat de nit pels enemics. Després d'aquesta guerra va obtenir els honors del triomf.
El 465 aC va ser cònsol per tercera vegada amb Quint Fabi Vibulà, i altre cop va lluitar contra volscs i eques. Els eques van fer diverses incursions dins del territori romà i Capitolí, que estava amb els seus homes al mont Àlgid (Mons Algidus), els va atacar i els va rebutjar i després va assegurar la frontera, mentre el seu col·lega Quint Fabi derrotava les forces eques.
L'any 446 aC va ser cònsol per quarta vegada amb Agripa Furi Medul·lí. Aprofitant les lluites entre patricis i plebeus que es produïen aquell any, els eques i els volscs van tornar a atacar Roma, van saquejar el Latium i es van acostar a les muralles de la ciutat. Capitolí va saber unir a patricis i plebeus, que en un principi no es van adonar de la proximitat de l'enemic, i va aconseguir fer front a l'atac. Amb consentiment del seu col·lega se li va donar el comandament únic de l'exèrcit i va derrotar els enemics en la ferotge batalla de Corbione.
L'any 443 aC va obtenir el seu cinquè consolat amb Marc Gegani Macerí. Durant aquest any es va establir a Roma per primera vegada la magistratura dels censors, funció que abans tenien els cònsols. Mentre Marc Gegani feia la guerra contra Ardea, Capitolí va fer de mediador entre plebeus i patricis i es va guanyar les simpaties de tots.
L'extraordinària saviesa i moderació que havia mostrat anteriorment, li van facilitar obtenir el sisè consolat l'any 439 aC, ara amb Agripa Meneni Lanat. Aquell any una epidèmia de gana va assolar Roma i es va fer necessari nominar un dictador, càrrec que es va oferir a Capitolí, però va rebutjar per la seva avançada edat i va recomanar a Luci Quinti Cincinnat, que tenia prou mèrits per aquesta dignitat.
L'any 437 aC va acompanyar al dictador Mamerc Emili Mamercí com a llegat en la seva campanya contra Fidenes (Fidenae).
Pocs anys després defensà d'una acusació al fill del dictador Tit Quinti Cincinnat Capitolí, que van absoldre, i devia morir poc després, abans del 430 aC.